# 宝蓮灯前伝
『宝蓮灯前伝』（ほうれんとう ぜんでん）は、2009年にCCTVによって制作された中国のテレビドラマ。中国に古代から伝わる神話伝説である『宝蓮灯』を元としている。全46話。日本未放送。2005年に放映された「宝蓮灯」の前日譚にあたるドラマ。

## 概要
「宝蓮灯」の主人公・沈香出生前の話で、天界を統べる天帝の妹・瑶姫と、古代の官僚登用試験である科挙を受けにきた書生の楊天佑の馴れ初めと、二人の子供である楊戩がいかにして天界の司法の神・二郎神になったか、楊戩の妹の楊嬋が沈香を産み落とし、華山・蓮山峰の下へ幽閉されるまでを描く。
中国では、基本的に「宝蓮灯」と同じスタッフ・出演者で製作され、CCTV-8チャンネル（テレビドラマチャンネル）で2009年4月14日から4月29日までの毎日3話連続で放映された。日本では未放送、DVDなども発売されていない。

## あらすじ
天界にいる天蓬元帥（『西遊記』での猪八戒の前身）の一瞬の人間界への興味から、三首蛟が生まれ、龍珠を奪い人間界へ逃走してしまう。三首蛟討伐のため天帝の妹・瑶姫が人間界へ派遣された。
討伐中に偶然にも科挙を受験しに上京した楊天佑と出会う。瀕死の重傷を負った瑶姫は、楊天佑の心臓を二人で分け合い、結果三首蛟の討伐に成功する。瑶姫は人間界に留まり、楊天佑との間に3人の子供（楊蛟、楊戩、楊嬋）を成す。
やがて、天上界の王母娘娘に発見される。王母娘娘は、9人の息子（金烏）と元蓮元帥を遣わし、瑶姫を天界へ連れ戻そうとするが抵抗し、天蓬元帥のとっさの閃きにより、楊戩と楊嬋の二人だけ助かり、瑶姫は捕えられる。母を助け出すため、楊戩と楊嬋の二人は玉鼎真人の元で法力の修行をしていた。
一方、陳塘関の李靖将軍の元に生れた哪吒は、あまりにワンパクが過ぎたために、天上界に捕らわれそうになるが、自分の子ではないと冷たく言い放つ父親に悲観して自害。後に、玉鼎真人の手によって蓮の化身として蘇った。千年に一度花開くという蓮から、法宝の宝蓮灯が出てくる。楊嬋の目の前で起こったため、玉鼎真人は楊嬋を宝蓮灯の新主人に任命する。この、宝蓮灯は絶大な力も持つが、純粋な慈悲を持つ者にしかその力を発揮させることは出来ないので、楊嬋は「三聖母」という称号で呼ばれるようになる。
ある日、劉彦昌という書生が三聖母廟にやってきて、三聖母の泥人形を見て一目ぼれしてしまい、最初は楊嬋も邪険に扱っていたが、やがて劉彦昌に惹かれるようになり、沈香が生まれた。
天界本位の掟から人界の人々を守る為に、すでに三界の司法の神となっていた二郎神（楊戩）だが、楊嬋を捕まえねば、人界に大きな罰を加えるという怒る天帝及び王母娘娘から人界を守る為に、泣く泣く楊嬋を捕まえ、華山・蓮山峰の下へ閉じ込めてしまう。

## 出演者
役名はCCTVの公式ページに準拠した。
- 楊戩（二郎神） - 焦恩俊
- 楊嬋 - 周揚
- 楊天佑 - 李光潔
- 瑶姫 - 劉濤
- 七仙女 - 郭珍霓
- 八妹 - 陸昱頡
- 嫦娥 - 李欣汝
- 王母娘娘 - 劉暁慶
- 玉帝 - 王衛国
- 観音 - 譚小燕
- 玉鼎真人 - 王駿（マレーシア）
- 太乙真人 - 呉国華
- 天蓬元帥 - 謝寧
- 孫悟空 - 丁健
- 哮天犬 - 陳創
- 哪吒 - 涓涓（宋祖児）
- 五哥 - 柳小海
- 狐妹 - 張倩
- 弱水 - 付瑶
- 三首咬 - 王坤
- 東海四公主（聴心） - 劉希媛
- 西海三公主（寸心） - 林湘萍（シンガポール）
- 劉彦昌 - 劉暁鋒
- 沈香 - 曹駿

他

## スタッフ
- プロデューサー：李功達
- 監督：余明生（香港）、趙箭
- 総監修：李汀、苟鵬、何佳
- 監修：周里欣、王光
- 脚本：九年
- アクション指導/監督：国建勇、劉方
- 撮影：管健雄（台湾）、顧其銘
- 編集：侯琦
- 化粧：張蓉
- 録音：苗青
- タイトル題字：張文

## 主題歌
エンディングテーマ
「遠処有座山」 
作詞：化方 作曲：許舒亜 演唱：曹芙嘉